# Тургайський буровугільний басейн
Тургайський буровугільний басейн — розташований у Казахстані.
Площа 150 тис. км². Потужність вугленосної товщі 900 м. Загальна кількість вугільних пластів 30, робочої потужності — 15. Потужність пластів: середня 1…2 м, максимальна — 70 м. Вугілля буре, переважно гумусове, частина придатна для відкритого видобутку, може використовуватися як паливо і для газифікації.
На початку XXI ст. запаси вугілля оцінюються в 61,9 млрд т (Н. Д. Русьянова).